# Stella Polare
Le Stella Polare (A 5313) est un  yawl à gréement bermudien italien, servant de navire-école pour la formation des étudiants de l'Académie navale de Livourne.

## Histoire
C'est un bateau de régate de classe RORC.
Il participe aux Tall Ships' Races en classe D.
Il sera présent au départ de la Mediterranean Tall Ships Regatta 2013 et à l'escale de Toulon Voiles de Légende du 27 au 30 septembre 2013.